# روبرت غيذرز
روبرت غيذرز (بالإنجليزية: Robert Geathers)‏ هو لاعب كرة قدم أمريكية أمريكي، ولد في 11 أغسطس 1983 في جورجتاون في الولايات المتحدة.

## وصلات خارجية
- روبرت غيذرز على موقع مرجع كرة القدم المحترفة.كوم (الإنجليزية)